# كارافاجيو (إيطاليا)

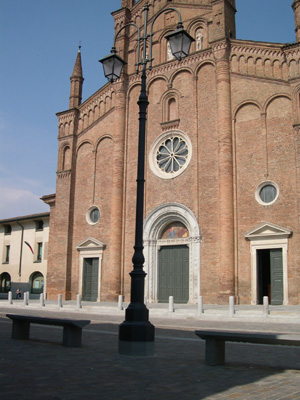
كنيسة سان فيرمو إي روستيكو

كارافاجيو (بالإيطالية: [karaˈvaddʒo] ؛ بيرغاماسك: كاريز ( بالإيطالية [karɛˈas]) هي كومونا تقع مقاطعة بيرغامو ، في لومبارديا ، إيطاليا ، 40 كيلومتر (25 ميل) شرق ميلانو .

## تاريخ
نالت المدينة على اللقب الفخري للمدينة عبر مرسوم رئاسي في 22 ديسمبر 1954.

## جغرافية
تقع كارافاجيو على حدود بلديات باريانو وبرينيانو جيرا دادا ‏ وكالفينزانو وكابلرالبا ( مقاطعة كريمونا ) و فورنوفو سان جيوفاني وميسانو دي جيرا دادا ومورينغو وموزانيكا وسيرجنانو (مقاطعة كريمونا) و تريفيجليو . فرازيوني هي ماسانو و فيدالينغو.

## المعالم السياحية الرئيسية
اشتهرت المدينة بالمحمية (القرن الخامس عشر).
تشمل المعالم السياحية الأخرى ما يلي:
- قصر Gallavresi (أو قصر Marchioness) ، الآن قاعة المدينة. يعود تاريخه إلى النصف الثاني من القرن الثالث عشر.
- كنيسة سان فيرمو إي روستيكو ، المصممة على الطراز القوطي اللومباردي ، بُنيت في القرن الثالث عشر فوق صرح مقدس موجود مسبقًا تم إضافة الممرين في عام 1429. له واجهة من الطوب وبوابة مركزية رخامية تعلوها نافذة وردية كبيرة. يحيط بها 76 متر (249 قدم) برج الجرس العالي ، الذي بناه الحاكم جيوفاني داندولو عام 1500. يضم الداخل كنيسة القربان المقدس (أواخر القرن الخامس عشر وأوائل القرن السادس عشر) ، بأسلوب برامانتيسك ، المنسوب بشكل مختلف إلى جيوفاني باتاجيو ؛ كما يوجد أعمال برناردينو كامبي وجيوفاني موريجيا وجوليو سيزار بروكاتشيني ونيكولا مويتا .
- كنيسة سانتا ليبراتا (القرن السادس عشر) بلوحات جدارية.
- قوس بورتا نوفا (القرن الثامن عشر)
- Teatro Amerighi ، الذي سمي على اسم عائلة الرسام Michelangelo Amerighi da Caravaggio ، كان مسرحًا صممه المهندس المعماري على طراز Liberty Carlo Bedolini وتم بناؤه في بداية القرن العشرين. ربما كانت أهم بقعة ثقافية واجتماعية في المدينة لعقود قبل أن يتم تدميرها في نهاية الحرب العالمية الثانية . في المنطقة كان يعتبر مثل تياترو ألا سكالا الصغير. [2]

## الناس
- جيوفاني فرانشيسكو سترابارولا ، كاتب وشاعر من عصر النهضة.
- جيوفاني مانجوني ، مهندس معماري ونحات من القرن السادس عشر.
- Michelangelo Merisi o Amerighi da Caravaggio ، رسام الباروك الإيطالي ، الذي سمي على اسم المدينة.
- بوليدورو دا كارافاجيو ، فنان عصر النهضة
- ريكاردو مونتوليفو ، لاعب كرة قدم

## مواصلات
هٌناك محطة لسكة الحديد في كارافاجيو على خط تريفيجليو-كريمونا .

## المدن التوأم
- Porto Ercole (Tuscany، Italy؛ since 1973)[3]
- Valletta (Malta؛ since 2010)[4]